# となりの女
『となりの女』（となりのおんな）は、TBS系列の金曜ドラマ枠で1986年3月7日〜5月30日に放送されていた日本のテレビドラマ。

## ストーリー
真面目な性格の渡辺麻子、時々激しいような考えを出す野々木笑子、ミステリアスな雰囲気の鏡貴志子の3人の妻を中心に、お隣同士で奇妙な恋愛を描き、一方で安定した生活の中に不安を感じて試行錯誤する妻たちと、その心情に考えが及ばない夫たちの模様を描いて「女の時代の不安」と言うテーマを浮き彫りにしたというドラマである。同じTBSで1984年に放送されたテレビドラマ『くれない族の反乱』で、主演を務めた大原麗子とプロデューサーを務めた八木康夫が再び組んだ作品で、「くれない族」をクリアした後の妻たちの姿を描いた。
学生時代からの親友である麻子と笑子は、笑子の提案で、アメリカで流行っているという「衛星家族」を実現させようと、小田急小田原線沿線の東京都内に、ドアを一つ開ければお互いの居間に通じるという家を隣同士で構えて生活している。出来るだけお互いに時間と家事を融通し合い、家事から解放される時間を少しでも長くしようという狙いからであった。これを良いことに、麻子に気がある恭平は何かにつけて渡辺家に出入りし、笑子はこれに面白く無く思っていた。一方で、麻子は生活の中に一抹の不安を感じて虚しくなることがあり、ある日、家を建てた資金の穴埋めをしようとパートに出ることを決意し、妹の霞にパートの斡旋を頼んだ。そんなある日、霞の上司の鏡拓郎の夫妻が麻子の家の隣に引っ越して来た。早速、麻子夫妻と笑子夫妻は拓郎たちの歓迎会を開くが、その中で満と笑子の様子がおかしい…。

## キャスト
- 渡辺麻子：大原麗子
満の妻。安定した生活ではあるが、その中に一抹の不安を感じるようになっている。
- 渡辺満：桑名正博
公務員。母に会いに横浜の実家へ時々帰る、マザコンな所がある。
- 野々木笑子：范文雀
恭平の妻。麻子とは高校時代・短大時代以来の親友。昼はエレクトーン教室の教師、週末はナイトクラブで演奏している。
- 野々木恭平：鹿賀丈史
玩具メーカー勤務。息子の悟を連れて再婚。実は無精子症であるが、本人は気付いていない。
- 鏡貴志子：阿木燿子
拓郎の妻。大手服飾メーカーの関西支店に単身赴任中で、週1回は東京に帰っている。しかし、赴任先の関西で知り合った高校生と交際している。
- 鏡拓郎：藤竜也
元一流商社マンで、今は「日本テレホンセンター」の事業部長を務める。最近になって夫婦の距離感を意識し始める。
- 石黒霞（麻子の妹）：浅野ゆう子
- 渡辺のぞみ（麻子の娘）：藤田亜里早
- 野々木悟（恭平の息子）：多賀基史
- 佐知江：鷲尾真知子
- 渡辺寿子（満の母）：佐々木すみ江
- 郡司修：内藤剛志
- 英生：永瀬正敏
- 増田葉子
- 幸田直子

（出典：）

## スタッフ
- 脚本：佐藤繁子（松平繁子）、杉屋薫
- プロデューサー：八木康夫
- 演出：井下靖央、竹之下寛次、吉田健

## サブタイトル
| 話数 | 放送日       | サブタイトル      | 脚本     | 演出       |
| ---- | ------------ | ----------------- | -------- | ---------- |
| 1    | 1986年3月7日 | まだ、くれない族? | 佐藤繁子 | 井下靖央   |
| 2    | 3月14日      | 危険な隣人たち    | 佐藤繁子 | 井下靖央   |
| 3    | 3月21日      | 疑惑              | 佐藤繁子 | 竹之下寛次 |
| 4    | 3月28日      | 密会              | 佐藤繁子 | 竹之下寛次 |
| 5    | 4月4日       | 誘惑              | 佐藤繁子 | 井下靖央   |
| 6    | 4月11日      | 束縛してほしい    | 佐藤繁子 | 井下靖央   |
| 7    | 4月18日      | くちづけ          | 佐藤繁子 | 竹之下寛次 |
| 8    | 4月25日      | 裏切り            | 杉屋薫   | 吉田健     |
| 9    | 5月2日       | 知るのが怖い      | 杉屋薫   | 井下靖央   |
| 10   | 5月9日       | 妻だって女です    | 杉屋薫   | 井下靖央   |
| 11   | 5月16日      | 悲恋              | 杉屋薫   | 吉田健     |
| 12   | 5月23日      | 再会              | 杉屋薫   | 吉田健     |
| 13   | 5月30日      | 恋の嵐            | 杉屋薫   | 井下靖央   |

## 主題歌
- 竹内まりや 「恋の嵐」